# Hegemone Dorsum
L'Hegemone Dorsum è una struttura geologica della superficie di Marte.